# Los amores de Paris y Helena
Los amores de Paris y Helena es una pintura de Jacques-Louis David realizada en 1788, encargada por el conde d'Artois al pintor. Inspirado en la mitología griega, representan a dos de las principales figuras de la Ilíada, Helena de Troya y Paris, interpretándose como una sátira de las costumbres del conde de Artois.
En la obra se plasma a Paris con un gorro frigio mientras corteja a la esposa de Menelao. Esta era el premio prometido por Afrodita a Paris por elegirla como diosa más bella que Atenea y Hera.
Las cariátides representadas al fondo del cuadro son una copia de la Tribuna de las Cariátides del Louvre, realizadas por Jean Goujon.